# والورده، لمباردی
والورده (به ایتالیایی: Valverde) یک کومونه در ایتالیا است که در استان پاویا واقع شده‌است. والورده ۱۴٫۸ کیلومتر مربع مساحت و ۳۳۳ نفر جمعیت دارد.